# ぎょしゃ座シータ星
ぎょしゃ座θ星 (ぎょしゃざシータせい、θ Aur / θ Aurigae) は、ぎょしゃ座の恒星で3等星。

## 概要
ぎょしゃ座θ星は、連星で、主星ぎょしゃ座θ星Aは白色のA型主系列星である。伴星のぎょしゃ座θ星Bは黄色のG型主系列星で、+7.2等級である。地球からは2つの恒星は3.2秒離れて見える。
主星はりょうけん座α2型変光星であり、明るさは約3.6日ごとに+2.62から+2.70まで変化する。

## 名称
固有名の Mahasim は、ヘルクレス座λ星のマシム (Maasym) と同じく、「手首」という意味のアラビア語 al-mi‘ṣam に由来する。2017年6月30日、国際天文学連合の恒星の命名に関するワーキンググループ (Working Group on Star Names, WGSN) は、Mahasim をぎょしゃ座θ星Aの固有名として正式に承認した。
かつてはボガルダス（Bogardus）という名前でも呼ばれていた。中国では五車四として知られる。